# Фуриоса
Фурио́са (англ. Furiosa) — персонаж медиафраншизы «Безумный Макс», однорукая воительница на службе у Несмертного Джо. В фильме «Безумный Макс: Дорога ярости» её сыграла Шарлиз Терон, в фильме «Фуриоса: Хроники Безумного Макса» — Элайла Браун и Аня Тейлор-Джой.

## История персонажа
Фуриоса впервые появляется в фильме «Безумный Макс: Дорога ярости» (2015), где её сыграла Шарлиз Терон. Это однорукая воительница на службе у Несмертного Джо — харизматичного лидера, захватившего власть в Цитадели, одном из населённых пунктов на территории постапокалиптической Австралии. Она решает сбежать от Джо и берёт с собой жён тирана. В течение всего фильма происходит погоня; в конце концов Фуриоса убивает Джо и возвращается в его резиденцию.
В фильме «Фуриоса: Хроники Безумного Макса» (2024) Фуриоса стала главной героиней с подробно рассказанной предысторией. В начале картины это девочка, которую похищают члены Орды байкера Дементуса. Она оказывается в Цитадели, там взрослеет, выдавая себя за немого мальчика, становится опытным солдатом и автомехаником. В стычке с людьми Дементуса Фуриоса теряет руку, но позже создаёт механизированный протез. Она убивает Дементуса, чтобы отомстить за мать, а в финале направляется в Цитадель, чтобы увезти жён Несмертного Джо. Юную Фуриосу сыграла Элайла Браун, взрослую — Аня Тейлор-Джой.
Фуриоса появляется и в серии комиксов Mad Max: Fury Road (Vertigo, май — август 2015), изданных в связи с выходом одноимённого фильма. Рецензенты с сожалением констатировали, что предыстория этого персонажа осталась в этих комиксах нераскрытой.

## Оценки
Образ Фуриосы получил признание критиков. Многие отметили, что частью своего успеха фильм «Безумный Макс: Дорога ярости» обязан именно её персонажу; звучат даже мнения, что Фуриоса — главная героиня, «душа и становой хребет» сюжета. Высоких похвал удостоилась игра Шарлиз Терон. Фуриосу в её исполнении называют «лучшим женским героем боевика со времён Сигурни Уивер в „Чужом“», ставят в один ряд с Сарой Коннор. По словам рецензента из USA Today, Терон в этой роли «приковывает к себе внимание» и «придаёт персонажу завораживающую смесь жесткости, нежности и серьёзности».
Картина «Фуриоса: Хроники Безумного Макса» имела значительно меньший кассовый успех, чем «Дорога ярости», и некоторые кинокритики видели проблему как раз в женском персонаже, которого к тому же сыграла новая актриса: франшиза о Безумном Максе популярна главным образом у мужчин. При этом Питер Брэдшоу из The Guardian назвал Аню Тейлор-Джой «невероятно убедительной героиней боевика», Джон Ньюджент из Empire — «феноменальной». Для рецензента «Мира фантастики» Александра Гагинского Фуриоса — «самое неинтересное» в «Хрониках Безумного Макса»: по его словам, «у героини нет яркой индивидуальности, харизмы, только боевые навыки и трагическая предыстория Конана-варвара», а внешние данные Тейлор-Джой подходят скорее Фуриосе-подростку.